# Buzura solivagaria
Buzura solivagaria là một loài bướm đêm trong họ Geometridae.